# ژان-ژاک روسو
ژان-ژاک روسو (به فرانسوی: Jean-Jacques Rousseau) (انگلیسی: Jean-Jacques Rousseau) (زادهٔ ۲۸ ژوئن ۱۷۱۲ م. – درگذشتهٔ ۲ ژوئیه ۱۷۷۸ م.) فیلسوف، نویسنده و آهنگساز اهل جمهوری ژنو بود که در سدهٔ هجدهم و اوج دورهٔ روشنگری اروپا می‌زیست.
اندیشه‌های او در زمینه‌های سیاسی، ادبی و تربیتی، تأثیر بزرگی بر معاصران گذاشت. نقش فکری او که سال‌های زیادی از عمرش را در پاریس سپری کرد، به عنوان یکی از راه‌گشایان آرمان‌های انقلاب کبیر فرانسه قابل انکار نیست. اگر چه روسو، از نخستین روشنگرانی است که مفهوم حقوق بشر را به‌طور مشخص به کار گرفت، اما نزد او از این مفهوم تنها می‌توان به معنایی ویژه و محدود سخن به میان آورد. در مجموع باید گفت که وی رادیکال‌تر از هابس و جان لاک و شارل دو مونتسکیو می‌اندیشید. شاید به همین دلیل است که برخی از پژوهشگران تاریخ اندیشه، وی را اساساً در تداوم سنت فکری عصر روشنگری نمی‌دانند، بلکه اندیشهٔ او را بیشتر در نقد فلسفهٔ روشنگری ارزیابی می‌کنند. البته تئو هابسن معتقد است روسو به نوع نگاه روشنگری باور داشت، ولی با چنان شدت غیرطبیعی‌ای که باعث می‌شد طرفدارانش را نیز افرادی از خود راضی، دنیاپرست و صرفاً دنبال منافع ببیند. برای روسو، صرف نظر کردن انسان از آزادی، به معنی صرف نظر کردن از خصلت انسانی و «حق بشری» است. روسو تلاش می‌کند، نوعی هماهنگی میان آزادی فردی و جمعی ایجاد نماید. وی این کار را در اثر معروف خود قرارداد اجتماعی که در سال ۱۷۶۲ میلادی نوشته شد، انجام می‌دهد. این کتاب روسو اولین اثر ترجمه شده به فارسی در سال ۱۳۰۰ شمسی توسط یدالله مایل تویسرکانی است.
یکی دیگر از کتاب‌های مهم روسو به نام امیل در زمینه تربیت کودکان است.
تحریر کتاب رویاهای گردشگر او پس از مرگ او ادامه یافت و در سال ۱۷۸۲م. به چاپ رسید.

پرتره روسو از آلان رمزی

## زندگی

### تولّد و زندگی در سوئیس
ژان ژاک روسو در روز ۲۸ ژوئن سال ۱۷۱۲ در ژنو به دنیا آمد. ژنو در آن دوران دولت‌شهر وابسته به کنفدراسیون سوئیس که امروز یکی از کانتون‌های سوییس است، بود. از سال ۱۵۳۶ میلادی ژنو یک جمهوری اوگنو شده بود و مرکز کالونیسم بود. پنج نسل قبل از روسو یکی از نیاکان او به نام دیدیر کتاب فروشی بود که شاید به خاطر انتشار مقالات پروتستان در سال ۱۵۴۹ از آزار و شکنجه‌های کاتولیک‌های فرانسه به ژنو فرار کرده بود و در آنجا به تجارت شراب می‌پرداخت.
روسو به اینکه خانوادهٔ وی از طبقه متوسط بودند در آن شهر حق رأی داشتند افتخار می‌کرد. او کتاب‌های خود را با نام ژان ژاک روسو شهروند ژنو امضا می‌کرد.
پدر او، ایزاک روسو، همچون پدربزرگش ساعت‌ساز بود. مادر او نه روز پس از تولدش درگذشت، و روسو تا ۹ سالگی نزد پدرش بزرگ شد. در سال ۱۷۲۲، ایزاک روسو برای فرار از زندانی شدن مجبور به ترک پسرش شد و او را به برادرش که یک کشیش پروتستان بود سپرد. خانوادهٔ روسو در اصل فرانسوی بودند، ولی در سال ۱۵۴۹ برای گریز از کشته شدن توسط کاتولیکها به ژنو روی آوردند. پس از چند ماه، عموی روسو او را به کشیش پروتستان دیگری به نام لامبرسیه (به فرانسوی: Lambercier) در دهکده‌ای در جنوب ژنو سپرد، و روسو حدود دو سال را نزد او و خواهرش گذراند.
پس از آن، عموی روسو او را به عنوان یک شاگرد به یک حکاک معرفی کرد، و روسو علی‌رغم میلش تا ۱۶ سالگی نزد او این حرفه را فرا آموخت. روسو در کتاب اعترافات خود نوشته است که در این دوران وی دارای تمایلات جنسی مازوخیستی بوده است و گاهی خود را در مقابل زنان تنها، به امید تازیانه خوردن از آنها، برهنه می‌کرده است. در ۱۴ مارس ۱۷۲۵، بدون اطلاع قبلی به پدر یا عمویش ژنو را ترک گفت و تا انسی (به فرانسوی: Annecy) پیاده سفر کرد.

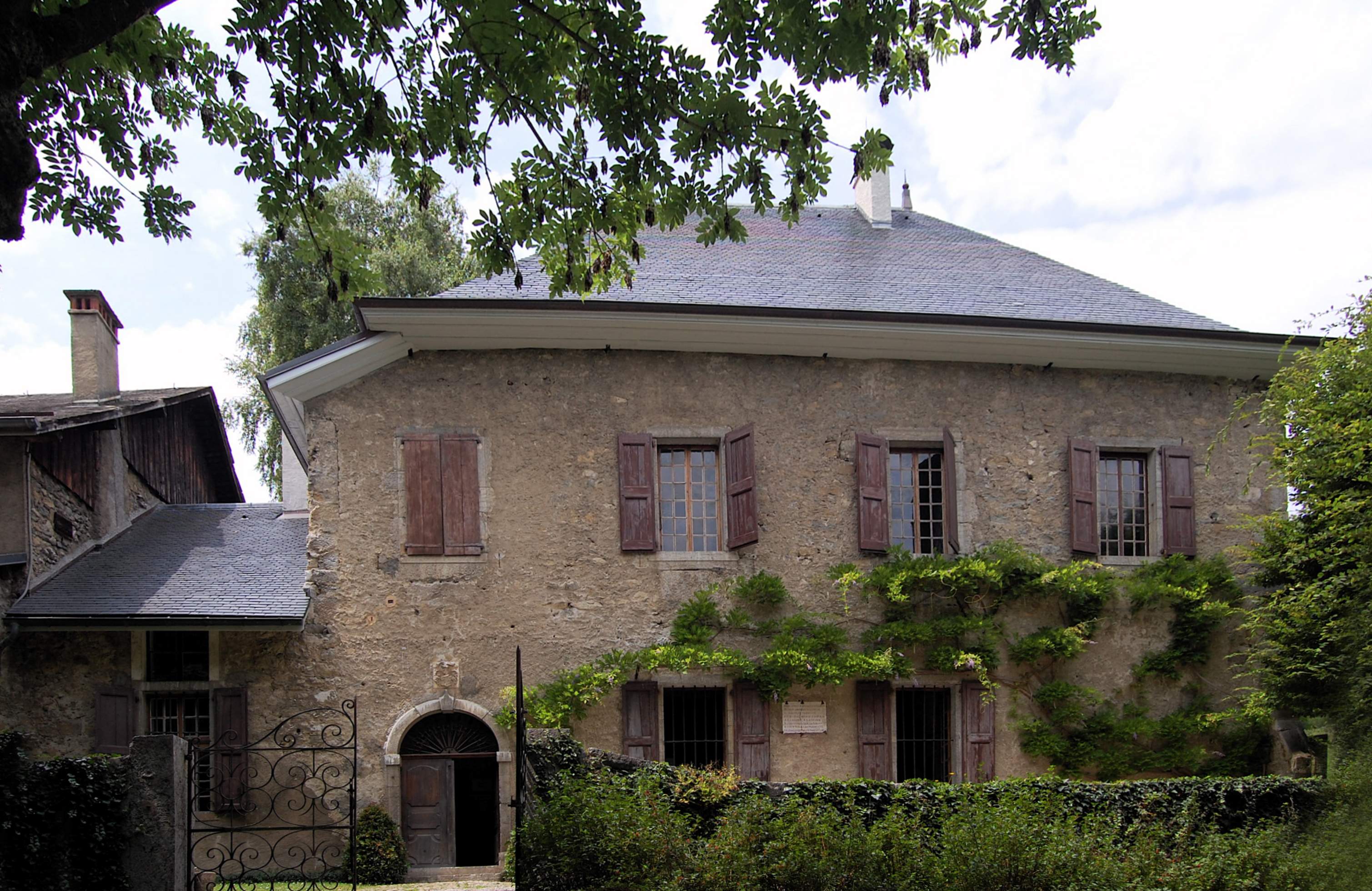
دهکدهٔ شارمت، منزلی که روسو در آن در نوجوانی و جوانی در کنار مادام دو وارانس زندگی کرده است. این خانه امروزه به موزه‌ای برای تجلیل از روسو تبدیل گشته است.

در آن‌جا به لوییز دو وارانس (به فرانسوی: Madame de Warens) که به تازگی از همسر خود جدا و کاتولیک شده بود معرفی شد. مادام دو وارانس (که روسو در اعترافات خود از او با نام «مامان» یاد کرده است) از روسو ۱۳ سال بیش‌تر داشت و نه تنها سرپرست، بلکه بعدها معشوقهٔ او نیز شد. روسو که از روز اول دیدارش با مادام دو وارانس به او علاقه‌مند شده بود، در اعترافات خود آورده است که بارها عاشق شده است، ولی هیچ‌کدام از این عشق‌ها به زیبایی علاقهٔ او به «مامان» نبودند.
مادام دو وارانس ابتدا او را به تورین فرستاد تا کاتولیک شود. پس از آن روسو نزد «مامان» در شارمت (به فرانسوی: Charmettes)، دهکده‌ای در نزدیکی اَنسی، مستقر شد و موسیقی را نزد سرپرستش آموخت. روسو در کتاب اعترافات خود نوشته است که در این دوران وی به پیشنهاد مادام دو وارانس با او چندین بار همبستر شده است. روسو از دوران زندگی‌اش در اَنسی به عنوان بهترین دوران زندگیش در اتوبیوگرافی خود یاد کرده است. در سال ۱۷۳۰، سفری به نوشاتل کرد که در آن سفر ملاقات کوتاهی با پدرش که دوباره ازدواج کرده بود داشت. او برای تأمین مخارج این سفر به تعلیم موسیقی پرداخت.
او در سال ۱۷۳۴ منشی «مامان» شد و در سال ۱۷۳۹ اولین کتاب خود را در وصف دهکده‌ای که در آن زندگی می‌کرد نوشت.

### زندگی در پاریس
در سال ۱۷۴۲، در حالی که به دنبال ثبت شیوهٔ جدیدی برای نوشتن موسیقی به پاریس سفر کرده بود، با دنیس دیدرو آشنا شد. او سپس در پاریس ساکن شد، و در سال ۱۷۴۵ با همسرش که در یک مسافرخانه کار می‌کرد آشنا شد. این زن از هوش چندانی برخوردار نبود و روسو نمی‌گذاشت که این زن در سالن‌های پاریس (که محفل زنان و مردان روشنفکر بود) همراه او حضور پیدا کند. روسو کتابچه کوچکی نوشته بود که در آن لغات مورد استفاده همسرش و معنای آن‌ها را ذکر کرده بود. آن‌ها دارای ۵ فرزند شدند، که هر کدام را به یتیم‌خانه سپردند. این موضوع، سال‌ها بعد، هنگامی که روسو کتاب امیل را که در مورد روش مطلوب تربیت کودکان است نوشت، توسط ولتر (که روسو او را از دشمنانش می‌دانست) به جمع اعلام شد. ولتر در نامهٔ تندی که با نام دیگری امضا کرده بود، عمل او، در سپردن فرزندان خود به یتیم‌خانه و نوشتن کتابی در مورد تربیت کودکان را، مورد طعن و سرزنش قرار داد. روسو به این انتقاد در اعترافات خود (که پس از مرگش چاپ شد) پاسخ داد، و در واقع این اولین بهانه‌ای بود که به روسو انگیزهٔ نوشتن اعترافات را داد.
در سال ۱۷۴۹، روسو با دیگر فیلسوفان عصر روشنگری همراه شد و به نوشتن مقالاتی در رابطه با موسیقی در آنسیکلوپدی پرداخت. او با شرکت و برنده شدن در مسابقهٔ آکادمی دیژون در سال ۱۷۵۰ و نوشتن نخستین رساله خود در پاسخ به سؤال « «آیا بسط، توسعه و استقرار علوم و هنر موجب اصلاح اخلاق مردم است یا خیر؟»»، که برنده جایزه اول این آکادمی شد، شهرت یافت. به علت اندیشه‌های احساساتی و نو روسو، کم‌کم موجی از انتقاد و تمسخر از طرف روشن‌فکران و فیلسوفان این عصر همچون ولتر، دیدرو و دالامبر برخاست.

### دوران در به دری
در سال ۱۷۵۶ روسو پاریس را ترک کرد و تا سال ۱۷۶۲ زندگی ییلاقی در مونمورانسی، ولدوآز را برگزید. در سال ۱۷۶۱، رمان «رمانتیک» (این صفت حدود یک قرن بعد به سبک روسو داده شد) هلوئیز جدید را با موفقیت منتشر کرد. پس از آن، قرارداد اجتماعی و امیل را در سال ۱۷۶۲ نوشت. این دو اثر خشم پارلمان فرانسه و نیز هلند را برانگیخت، و حتی در ژنو و برن نیز ممنوع شد. امیل در ژنو در برابر جمع عموم پاره و آتش زده شد، و روسو به ناچار شبانه به نوشاتل گریخت و تحت حمایت فریدریک دوم (کبیر) پادشاه پروس درآمد. خشم مردم روسو را ناگزیر به فرار دوباره کرد و در سال ۱۷۶۵ به انگلستان روی آورد و نزد دیوید هیوم (به انگلیسی: David Hume)، نویسنده و فیلسوف انگلیسی پناه یافت. او در انگلستان نوشتن اتوبیوگرافی خود، اعترافات را آغاز نمود.
انزوا، آوارگی و زندگی پر فشار روح و روان او را چنان پریشان کردند که روسو را تا مرز جنون پیش بردند و او تا پایان زندگی خود دچار اختلالات سادومازوخیسم و پارانویا بود، به‌طوری‌که فکر می‌کرد همه علیه او توطئه می‌کنند. در این هنگام مقاله مشهوری در روزنامه‌ای منتشر شد که مزین به آرم پادشاهی پروس بود و بدون نام نویسنده منتشر شد. در این مقاله به شکل طنز آمیزی نوشته شده بود که اگر روسو طالب درد و رنج است، فردریک کبیر پادشاه پروس از آنجا که دوستدار روشنفکران است می‌تواند این درد و رنج را برای روسو فراهم کند و به روسو پیشنهاد شده بود که به پروس بیاید. این مقاله باعث شد که روسو با هیوم قطع رابطه کند، چرا که می‌پنداشت که او در نوشتن آن مقاله نقش داشته است. نامهٔ آخر او به هیوم در پاریس نیز منتشر شد و مورد توجه معاصران او قرار گرفت.
روسو در سال ۱۷۷۰ با شرط عدم انتشار کتاب اجازه یافت تا به فرانسه بازگردد.

### مرگ

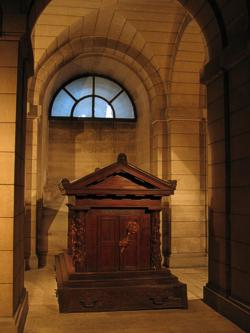
مقبرهٔ ژان ژاک روسو در پانتئون (پاریس)

روسو واپسین سال‌های حیاتش را در روستایی در حومه پاریس، با آرامش گذراند و به نگارش زندگانی شخصی و عاطفی خود پرداخت. او سرانجام در روز ۲ ژوئیه ۱۷۷۸ به علت سکته مغزی، در منزل خود در نزدیکی پاریس چشم از جهان فروبست. برخی از معاصران او همچون مادام دو استائل اعتقاد داشتند که او خودکشی کرده است.
رویاهای گردشگر تنها، اثر خیال‌بافانه ناتمام او، و کتاب مشهور اعترافات، که شرح زندگی ۶۶ سالهٔ اوست، پس از مرگ او منتشر شدند.

## فلسفه روسوئیست

### طبیعت
در میان متفکران قرن هجدهم دو دیدگاه عام و البته متضاد نسبت به طبیعت وجود داشت. گروهی از متفکران که قریب به اتفاق شان به جنبش روشنگری تعلق داشتند و عقل و تجربه را مایهٔ خوشبختی و سعادت بشر می‌پنداشتند، طبیعت را وحدتی زمانی-مکانی و بی‌جان می‌دانستند که از قوانین جبری فیزیک نیوتونی تبعیت می‌کند. در مقابل روسو و بخشی از متفکران رومانتیک هم‌عصر واکنش شدیدی نسبت به چنین دیدگاهی دارند. روسو در رسالهٔ «گفتاری در باب علوم و هنرها» به سختی و با شدت به علوم جدید و هنرهای مدرن می‌تازد، چرا که دستاوردهای آن‌ها را از دو منظر عامل ایجاد نابرابری در میان ابنای بشر می‌داند. یکی آن‌که پیشرفت علوم طبیعی و رونق هنرهای زیبا، از طرفی نیازهای جدیدی به وجود می‌آورد که هر فرد برای به دست آوردن آن‌ها نیاز به رقابت و استثمار سایر انسان‌ها دارد. این نیازهای به زعم روسو «کاذب» موجب ایجاد طبقات اجتماعی و بندگی و بردگی بخشی از جامعهٔ انسانی می‌شود. دیگر آن‌که پیشرفت علوم و هنرها موجب نمایش تفاوت‌های میان انسان‌ها از حیث استعدادشان در زمینه‌های علمی و هنری می‌شود. آن‌ها که پایه‌گذار این علوم و هنرها هستند یا استعداد بیشتری در آن‌ها دارند بر دیگران چیره می‌شوند. در واقع به گمان روسو تقسیم کار که با پیشرفت علوم و صنعت اجتناب‌ناپذیر است یکی از مهم‌ترین عوامل ایجادکنندهٔ نابرابریست. روسو در مقابل هنرهای مدرن و علوم که آن‌ها را جلوه‌هایی از تمدن و منشأ مالکیت می‌داند، نظریهٔ بازگشت به طبیعت را مطرح می‌کند. بر طبق این نظریه، بشر به عنوان موجودی پاک و یگانه با طبیعت به دنیا آمده است، اما قوانین جامعه و اصول تمدن و در رأس آن‌ها مالکیت خصوصی موجب فساد بشر و دوری او از معصومیت اولیه‌اش شده است. از این جهت پیشنهاد روسو برای اصلاح جوامع بشری، نظریه‌ای واپسگراست که بازگشت به حالت اولیه را توصیه می‌کند. به قول آیزایا برلین در کتاب ریشه‌های رومانتیسم، روسو هم مانند تمام متفکران رمانتیک دچار پارانویا (بدبینی نسبت به جامعه، عصر خویش و متفکران معاصر) و نوستالژی (ناکجاآبادی که با بازگشت به آن بشر دوباره طعم سعادت را می‌چشد) است. هرچند بسیاری از متفکران معاصر عقاید رادیکال روسو و بینش او از ناملایمات تمدن مدرن آن‌هم در زمان اوج و شکوفایی آن را نشانهٔ نبوغ و تیزبینی او قلمداد می‌کنند و تاریخ اندیشهٔ بشری را از این جهت مدیون او می‌دانند.

### مالکیت
روسو در کتاب گفتار دوم ایستار غیر دوستانه‌ای نسبت به مالکیت داشت اما در قرارداد اجتماعی آن را یک نهاد اساسی دانست. اما هیچگاه فکر برابری اقتصادی را رها نکرد. روسو می‌گفت هیچ‌کس نباید بتواند کسی را بخرد و هیچ‌کس نباید ناگزیر به فروش خود باشد. او به روشنی مالکیت را ابزار سلطه بر آن‌هایی دانست که آن را ندارند، بنابراین گفت که مالکیت باید تحت ارادهٔ عمومی باشد. نظریهٔ او نزدیک به نظریه‌های سوسیالیستی است. از نظریهٔ او دربارهٔ مالکیت این‌گونه برداشت شده است که روسو، همزیستی مسالمت‌آمیز آزادی سیاسی و نابرابری اقتصادی را در دموکراسی غیرممکن می‌بیند. او از اصل برابری اقتصادی پشتیبانی می‌کرد و خواستار لغو امتیازهای آریستوکراتها و قدرت‌های ثروت بود.

### تربیت
شاید بتوان کتاب امیل را مهم‌ترین اثر روسو در تربیت دانست. کتاب در مورد مراحل تربیت پسری به نام امیل بر اساس ایده‌های طبیعت گرایانه روسو است.

### برابری و آزادی
بیشترین اهتمام روسو به آزادی و برابری مردم، در کتاب قرارداد اجتماعی بود که محقق شد. روسو گفت که دولت باید بیشترین خیر عمومی و آزادی را تأمین کند. اما آزادی بدون برابری وجود نخواهد داشت؛ بنابراین دولت باید برابری خواه باشد. روسو گفت که برابری به معنای برابری کامل قدرت و ثروت نیست، بلکه به این معنی است که هیچ‌کس نباید آنقدر ثروتمند باشد که دیگری را بخرد یا کسی آن قدر تهیدست که خود را بفروشد. هیچ‌کس نباید قدرتی بیش از آن قدرتی که قانون به او داده است، داشته باشد و آنچه که قانون به او داده است باید با نیروی طبیعی و روح آن‌ها سازگار باشد. بدون برابری آزادی نیست و اگر هم هست، پوچ است. روسو گفت آزادی انسان در آن است که از معیارهای عالی اخلاقی پیروی کند، حقوق خود و دیگران را رعایت کند و از دولت (قانون) پیروی کند.

### دین
روسو در کتاب چهارم قرارداد اجتماعی موضع خود را در مورد دین مشخص می‌کند. او می‌گوید وجود کلیسا به برقراری دو قوهٔ قانونگذاری، دو حکمران، و تقریباً دو میهن منجر می‌شود و این وضع را نتیجهٔ دو وظیفهٔ متضاد دانست و اعلام کرد هر فردی دیر یا زود ناگزیر است بین ایمان به دین و وفاداری به دولت یکی را انتخاب کند. او گفت قوانین صادر شده از طرف کلیسا با قوانین جامعهٔ مدنی در تعارض است و تنها دولت باید مردم را زیر کنترل داشته باشد. روسو به این معتقد بود که کلیسا باید زیر نظر دولت باشد. همان نظری که منتسکیو نیز اعلام داشته بود .

روسو در فصل هشتم این کتاب گفت: «آن کس که بگوید غیر از دین من در هیچ دینی رستگاری نیست باید از کشور رانده شود»
روسو دین اومانیستی یا دین مدنی (Civil religion) را در فرانسه پدیدآورد. از مشخصه‌های این دین نداشتن پیامبر یا اعتقاد به خدا و معاد است به‌طوری که آدمیان دارای مبدأ و سرانجام نیز هستند.

## مجموعه آثار
- بحثی پیرامون موسیقی مدرن (۱۷۴۳)
- رساله دربارهٔ علم و هنر (۱۷۵۰)
- روسو یکی از نویسندگان آنسیکلوپدی است و بیش‌تر مقالات مربوط به موسیقی و همچنین مقالهٔ گفتار دربارهٔ اقتصاد سیاسی از آثار او هستند.
- غیب‌گوی روستا، اپرا (۱۷۵۲)
- نارسیس یا عاشق خود، کمدی اجرا شده توسط بازیگران لوئی پانزدهم در ۱۸ دسامبر ۱۷۵۲
- گفتار دربارهٔ منشأ نابرابری میان انسان‌ها (۱۷۵۵)
- نامه‌ای به دالامبر درمورد تئاتر (۱۷۵۸)
- نامه‌های اخلاقی (۱۷۵۸)
- هلوئیز جدید (۱۷۶۱)
- قرارداد اجتماعی (۱۷۶۲)
- امیل یا تربیت (۱۷۶۲)
- نامه‌هایی از کوهستان (۱۷۶۴)
- اعترافات (۱۷۶۵-۱۷۷۰)
- رویاهای گردشگر تنها، ناتمام

تفکرات تنهایی
رساله ایمان و اعتقاد